# 유틸리티 플레이어 (야구)
유틸리티 플레이어(utility player)는 야구에서 일반적으로 모든 포지션(또는 대부분)에서 플레이할 수 있는 능력을 가진 선수다.
리그 정규 시즌의 경우 장기간 많은 경기를 치르는 만큼 덕아웃에서 대기하며 당장 필드에 나갈 수 있는 선수 자원이 많다. 더욱이 언제든 2군에서 선수를 데려올 수도 있다. 반면 국제 대회나 리그 플레이오프의 경우 한정된 선수 자원으로 밀도 높게 단기 시리즈를 치르기 때문에 유틸리티 내야수의 가치는 더욱 커진다.